# Mikroregion Jaú

Mikroregion Jaú

Mikroregion Jaú – mikroregion w brazylijskim stanie São Paulo należący do mezoregionu Bauru.

## Gminy
- Bariri
- Barra Bonita
- Bocaina
- Boraceia
- Dois Córregos
- Igaraçu do Tietê
- Itaju
- Itapuí
- Jaú
- Macatuba
- Mineiros do Tietê
- Pederneiras